# 约翰森氏菌属
约翰森氏菌属为毛螺菌科的一个属。该属的模式种为懒惰约翰森氏菌（Johnsonella ignava）。

## 下属物种
- 懒惰约翰森氏菌 Johnsonella ignava Moore and Moore, 1994